# 14.ª etapa del Giro de Italia 2021
La 14.ª etapa del Giro de Italia 2021 tuvo lugar el 22 de mayo de 2021 entre Cittadella y Monte Zoncolan sobre un recorrido de 205 km y fue ganada por el italiano Lorenzo Fortunato del equipo EOLO-KOMETA. El colombiano Egan Bernal mantuvo el liderato y volvió a aumentar la diferencia con sus más inmediatos perseguidores.

## Clasificación de la etapa
| Cittadella - Monte Zoncolan | etapa de montaña | (205 km) |

| \| Clasificación de la etapa \| Clasificación de la etapa \| Clasificación de la etapa \| Clasificación de la etapa \| Clasificación de la etapa \| \| Ciclista \| Ciclista \| Equipo \| Tiempo \| \| \| ------------------------- \| ------------------------- \| ------------------------- \| ------------------------- \| ------------------------- \| \| 1.º \| Lorenzo Fortunato \| Eolo-Kometa \| 5 h 17 min 22 s \| \| \| 2.º \| Jan Tratnik \| Bahrain Victorious \| + 26 s \| \| \| 3.º \| Alessandro Covi \| UAE Team Emirates \| + 59 s \| \| \| 4.º \| Egan Bernal \| Ineos Grenadiers \| + 1 min 43 s \| \| \| 5.º \| Bauke Mollema \| Trek-Segafredo \| + 1 min 47 s \| \| \| 6.º \| Simon Yates \| BikeExchange \| + 1 min 54 s \| \| \| 7.º \| George Bennett \| Jumbo-Visma \| + 2 min 10 s \| \| \| 8.º \| Nélson Filippe Oliveira \| Movistar Team \| + 2 min 18 s \| \| \| 9.º \| Daniel Felipe Martínez \| Ineos Grenadiers \| + 2 min 22 s \| \| \| 10.º \| Damiano Caruso \| Bahrain Victorious \| + 2 min 22 s \| \| |                         |                    |                 |
| |                         |                    |                 |
| Fuente: ProCyclingStats |                         |                    |                 |
| Clasificación de la etapa |                         |                    |                 |
| Ciclista | Ciclista                | Equipo             | Tiempo          |
| 1.º | Lorenzo Fortunato       | Eolo-Kometa        | 5 h 17 min 22 s |
| 2.º | Jan Tratnik             | Bahrain Victorious | + 26 s          |
| 3.º | Alessandro Covi         | UAE Team Emirates  | + 59 s          |
| 4.º | Egan Bernal             | Ineos Grenadiers   | + 1 min 43 s    |
| 5.º | Bauke Mollema           | Trek-Segafredo     | + 1 min 47 s    |
| 6.º | Simon Yates             | BikeExchange       | + 1 min 54 s    |
| 7.º | George Bennett          | Jumbo-Visma        | + 2 min 10 s    |
| 8.º | Nélson Filippe Oliveira | Movistar Team      | + 2 min 18 s    |
| 9.º | Daniel Felipe Martínez  | Ineos Grenadiers   | + 2 min 22 s    |
| 10.º | Damiano Caruso          | Bahrain Victorious | + 2 min 22 s    |

## Clasificaciones al final de la etapa
- Las clasificaciones finalizaron de la siguiente forma:[2]

### Clasificación general(Maglia Rosa)
| \| Clasificación general \| Clasificación general \| Clasificación general \| Clasificación general \| Clasificación general \| \| Ciclista \| Ciclista \| Equipo \| Tiempo \| \| \| --------------------- \| ---------------------- \| --------------------- \| --------------------- \| --------------------- \| \| 1.º \| Egan Bernal \| Ineos Grenadiers \| 58 h 30 min 47 s \| \| \| 2.º \| Simon Yates \| BikeExchange \| + 1 min 33 s \| \| \| 3.º \| Damiano Caruso \| Bahrain Victorious \| + 1 min 51 s \| \| \| 4.º \| Aleksandr Vlásov \| Astana-Premier Tech \| + 1 min 57 s \| \| \| 5.º \| Hugh Carthy \| EF Education-Nippo \| + 2 min 11 s \| \| \| 6.º \| Emanuel Buchmann \| Bora-Hansgrohe \| + 2 min 36 s \| \| \| 7.º \| Giulio Ciccone \| Trek-Segafredo \| + 3 min 03 s \| \| \| 8.º \| Remco Evenepoel \| Deceuninck-Quick Step \| + 3 min 52 s \| \| \| 9.º \| Daniel Felipe Martínez \| Ineos Grenadiers \| + 3 min 54 s \| \| \| 10.º \| Romain Bardet \| Team DSM \| + 4 min 31 s \| \| |                        |                       |                  |
| |                        |                       |                  |
| Fuente: ProCyclingStats |                        |                       |                  |
| Clasificación general |                        |                       |                  |
| Ciclista | Ciclista               | Equipo                | Tiempo           |
| 1.º | Egan Bernal            | Ineos Grenadiers      | 58 h 30 min 47 s |
| 2.º | Simon Yates            | BikeExchange          | + 1 min 33 s     |
| 3.º | Damiano Caruso         | Bahrain Victorious    | + 1 min 51 s     |
| 4.º | Aleksandr Vlásov       | Astana-Premier Tech   | + 1 min 57 s     |
| 5.º | Hugh Carthy            | EF Education-Nippo    | + 2 min 11 s     |
| 6.º | Emanuel Buchmann       | Bora-Hansgrohe        | + 2 min 36 s     |
| 7.º | Giulio Ciccone         | Trek-Segafredo        | + 3 min 03 s     |
| 8.º | Remco Evenepoel        | Deceuninck-Quick Step | + 3 min 52 s     |
| 9.º | Daniel Felipe Martínez | Ineos Grenadiers      | + 3 min 54 s     |
| 10.º | Romain Bardet          | Team DSM              | + 4 min 31 s     |

### Clasificación por puntos(Maglia Ciclamino)
| Clasificación por puntos | Clasificación por puntos | Clasificación por puntos           | Clasificación por puntos | Clasificación por puntos |
| Ciclista                 | Ciclista                 | Equipo                             | Puntos                   |                          |
| ------------------------ | ------------------------ | ---------------------------------- | ------------------------ | ------------------------ |
| 1.º                      | Peter Sagan              | Bora-Hansgrohe                     | 135 pts                  |                          |
| 2.º                      | Giacomo Nizzolo          | Qhubeka Assos                      | 126 pts                  |                          |
| 3.º                      | Davide Cimolai           | Israel Start-Up Nation             | 113 pts                  |                          |
| 4.º                      | Fernando Gaviria         | UAE Team Emirates                  | 110 pts                  |                          |
| 5.º                      | Elia Viviani             | Cofidis                            | 86 pts                   |                          |
| 6.º                      | Edoardo Affini           | Jumbo-Visma                        | 50 pts                   |                          |
| 7.º                      | Umberto Marengo          | Bardiani CSF Faizanè               | 45 pts                   |                          |
| 8.º                      | Matteo Moschetti         | Trek-Segafredo                     | 44 pts                   |                          |
| 9.º                      | Francesco Gavazzi        | Eolo-Kometa                        | 42 pts                   |                          |
| 10.º                     | Andrea Pasqualon         | Intermarché-Wanty-Gobert Matériaux | 41 pts                   |                          |

### Clasificación de la montaña(Maglia Azzurra)
| Clasificación de la montaña | Clasificación de la montaña | Clasificación de la montaña | Clasificación de la montaña | Clasificación de la montaña |
| Ciclista                    | Ciclista                    | Equipo                      | Puntos                      |                             |
| --------------------------- | --------------------------- | --------------------------- | --------------------------- | --------------------------- |
| 1.º                         | Geoffrey Bouchard           | AG2R Citroën Team           | 96 pts                      |                             |
| 2.º                         | Egan Bernal                 | Ineos Grenadiers            | 57 pts                      |                             |
| 3.º                         | Bauke Mollema               | Trek-Segafredo              | 50 pts                      |                             |
| 4.º                         | Lorenzo Fortunato           | Eolo-Kometa                 | 40 pts                      |                             |
| 5.º                         | Jan Tratnik                 | Bahrain Victorious          | 26 pts                      |                             |
| 6.º                         | Kobe Goossens               | Lotto-Soudal                | 24 pts                      |                             |
| 7.º                         | Giulio Ciccone              | Trek-Segafredo              | 20 pts                      |                             |
| 8.º                         | Francesco Gavazzi           | Eolo-Kometa                 | 17 pts                      |                             |
| 9.º                         | Alessandro Covi             | UAE Team Emirates           | 17 pts                      |                             |
| 10.º                        | Vincenzo Albanese           | Eolo-Kometa                 | 16 pts                      |                             |

### Clasificación de los jóvenes(Maglia Bianca)
| Clasificación del mejor joven | Clasificación del mejor joven | Clasificación del mejor joven | Clasificación del mejor joven | Clasificación del mejor joven |
| Ciclista                      | Ciclista                      | Equipo                        | Tiempo                        |                               |
| ----------------------------- | ----------------------------- | ----------------------------- | ----------------------------- | ----------------------------- |
| 1.º                           | Egan Bernal                   | Ineos Grenadiers              | 58 h 30 min 47 s              |                               |
| 2.º                           | Aleksandr Vlásov              | Astana-Premier Tech           | + 1 min 57 s                  |                               |
| 3.º                           | Remco Evenepoel               | Deceuninck-Quick Step         | + 3 min 52 s                  |                               |
| 4.º                           | Daniel Felipe Martínez        | Ineos Grenadiers              | + 3 min 54 s                  |                               |
| 5.º                           | Tobias Foss                   | Jumbo-Visma                   | + 5 min 37 s                  |                               |
| 6.º                           | Attila Valter                 | Groupama-FDJ                  | + 7 min 49 s                  |                               |
| 7.º                           | João Almeida                  | Deceuninck-Quick Step         | + 8 min 32 s                  |                               |
| 8.º                           | Lorenzo Fortunato             | Eolo-Kometa                   | + 28 min 33 s                 |                               |
| 9.º                           | Alessandro Covi               | UAE Team Emirates             | + 44 min 14 s                 |                               |
| 10.º                          | Einer Rubio                   | Movistar Team                 | + 46 min 52 s                 |                               |

### Clasificación por equipos"Súper team"
| Clasificación por equipos | Clasificación por equipos | Clasificación por equipos | Clasificación por equipos |
| Equipo                    | Equipo                    | Tiempo                    |                           |
| ------------------------- | ------------------------- | ------------------------- | ------------------------- |
| 1.º                       | Ineos Grenadiers          | 175 h 45 min 25 s         |                           |
| 2.º                       | Trek-Segafredo            | + 7 min 00 s              |                           |
| 3.º                       | Team BikeExchange         | + 8 min 04 s              |                           |
| 4.º                       | EF Education-Nippo        | + 17 min 35 s             |                           |
| 5.º                       | Jumbo-Visma               | + 19 min 32 s             |                           |
| 6.º                       | Team DSM                  | + 26 min 35 s             |                           |
| 7.º                       | Deceuninck-Quick Step     | + 26 min 56 s             |                           |
| 8.º                       | Bahrain Victorious        | + 32 min 15 s             |                           |
| 9.º                       | Movistar Team             | + 38 min 32 s             |                           |
| 10.º                      | Astana-Premier Tech       | + 43 min 42 s             |                           |

## Abandonos
- Jai Hindley no tomó la salida por problemas físicos.[3]
- Dylan Groenewegen no tomó la salida.[4]
- David Dekker no tomó la salida.[4]
- Nicolas Edet no completó la etapa debido a una caída.[5]
- Roger Kluge abandonó por problemas físicos.[6]